# V838 Monocerotis
Désignations
V838 Monocerotis (en abrégé V838 Mon) est une étoile variable de la partie australe de la constellation équatoriale de la Licorne. Le 6 janvier 2002, elle est découverte à la suite d'un éclat intense photographié par N. J. Brown, éclat qui connait une magnitude visuelle maximum de 6.77 le 6 février 2002. ll s'agit d'une étoile binaire : son compagnon stellaire est une étoile bleu-blanc de la séquence principale (type spectral B5V).

## Évolution

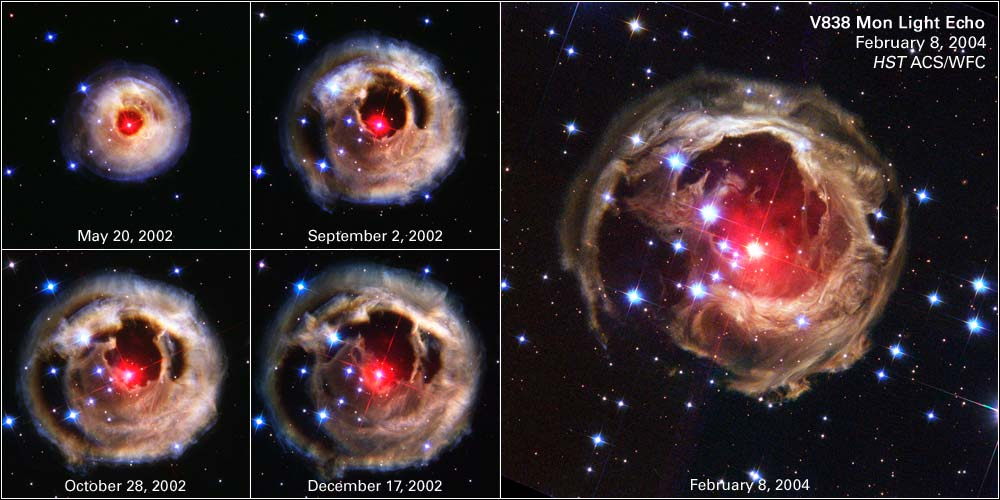
L’évolution de V838 par Hubble.

L'étoile inconnue qui émet un rayonnement intense de magnitude estimé à 10, est découverte par N. J. Brown sur des photos réalisées le 6 puis le 7 janvier 2002 dans un secteur où l'on ne connaissait pas au préalable d'objet stellaire d'une magnitude inférieure à 12. Considérée comme une potentielle nova, il est tout de même émis des doutes par le spectre d’émission non caractéristique d'une jeune nova, et l'analyse du spectre indique un profil P Cygni. Les noms de Nova Monocerotis 2002 (Nova Mon 2) et de V838 Monocerotis (V838 Mon, en tant que 838e étoile variable de la constellation de la Licorne) sont donnés à ce nouvel objet céleste à cause de suppositions de nova et des caractéristiques démontrant un caractère variable. Des photos préexistantes qui avaient été prises sur la période du 22 décembre 2001 au 10 janvier 2002 dans le secteur, et disponibles sur la base Stardial, ont permis à Jim Bedient de révéler que l'explosion lumineuse aurait commencé environ le 1er janvier 2002.
Depuis cette date, l'astre est suivi de près par les scientifiques, notamment grâce au télescope spatial Hubble, car le phénomène qui a provoqué l'augmentation soudaine de sa luminosité est encore mal compris. Le spectre d'émission évolue, et de nouveaux pics de luminosité sont constatés sur le spectre de l'infrarouge avec une magnitude absolue atteignant −9.8 (magnitude apparente de 6.77), faisant de l'étoile une des plus lumineuses de la Voie lactée.
En utilisant l’interféromètre d'essais JPL Palomar, en 2005, les astrophysiciens ont déterminé un rayon du disque formé par sa couche externe d'environ 1 570 ± 400 R☉. Le flash stellaire illumine progressivement le nuage de poussières qui l'entoure, donnant l'impression d'éjecter une coquille de poussières,.
De récentes observations menées depuis 2008 suggèrent que cette brusque augmentation de luminosité pourrait être la conséquence d'un fait extrêmement rare dans l'univers : la collision entre deux étoiles,. Les recherches de 2008 et 2011 ont permis d'évaluer le rayon de l'étoile actuelle à 380 R☉.